# Bageswari
Bageswari (nepalski: वागेश्वरी) – gaun wikas samiti w zachodniej części Nepalu w strefie Bheri w dystrykcie Banke. Według nepalskiego spisu powszechnego z 2001 roku liczył on 2382 gospodarstw domowych i 12413 mieszkańców (6525 kobiet i 5888 mężczyzn).